# Mars 7
Mars 7 (ros. Марс 7) – czwarta i ostatnia radziecka sonda kosmiczna typu M-73 wystrzelona w 1973 roku w kierunku Marsa w ramach programu Mars.

## Program misji
Dostarczenie w pobliże Marsa lądownika i łagodne osadzenie go na powierzchni planety.

## Misja
Sonda została wystrzelona cztery dni po próbniku Mars 6 9 sierpnia 1973, w dniu 9 marca 1974 roku dotarła w pobliże Marsa. Wskutek błędu w działaniu przelicznika pokładowego z próbnika został przedwcześnie wyrzucony lądownik. Nie dotarł on na powierzchnię planety, lecz minął Marsa w odległości około 1300 km. Sonda i lądownik weszły na orbitę heliocentryczną.
W próbniku Mars 7 zrealizowano m.in. dwa eksperymenty francuskie: Gémeaux S i Gémeaux T. Pierwszy eksperyment, oznaczony symbolem S, miał na celu zbadanie, jak się zmienia strumień promieniowania kosmicznego i energia jego cząstek w zależności od odległości od Słońca. Gémeaux T dotyczył wiatru słonecznego. Doświadczenia te zostały opracowane w dwóch placówkach: jedno w Ośrodku Energii Atomowej w Saclay (Gémeaux S), drugi zaś w Ośrodku Kosmicznych Badań Promieniowań w Tuluzie (Gémeaux T) [Gémeaux - „bliźnięta”].